# Leuchtturm Neuwerk
Der Turm Neuwerk, Großer Turm, Leuchtturm Neuwerk oder einfach das Neue Werk ist das bedeutendste Bauwerk der Insel Neuwerk, die zu Hamburg gehört. Der 1310 fertiggestellte ehemalige Wehr-, Wohn- und Leuchtturm ist das älteste Profanbauwerk der gesamten deutschen Küste.

## Funktion
Der Turm hatte und hat vielfache Funktionen in der Außenelbe. Die wichtigste verdeutlicht Christian Mollers Karte der Unterelbe von 1628: Auf der gesamten Strecke bis Hamburg verzeichnet er eine einzige Peillinie: Neuwerk → Nordbake → Schartonne.

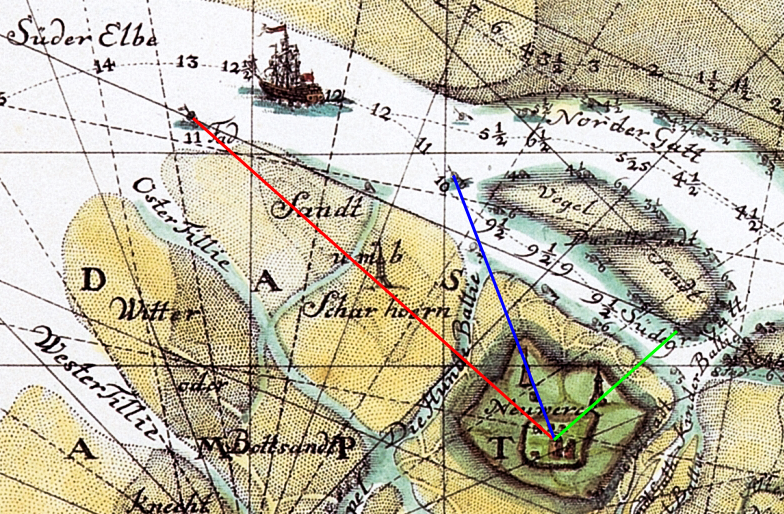
Peilungen auf den Turm Neuwerk (1721)

- Anfangs diente er als Wehrturm. Der dort stationierte Trupp Soldaten sollte die Elbmündung vor See- und Strandräubern schützen.
- Der Turm war im Laufe der Jahrhunderte mehrfach Zufluchtsstätte bei Sturmfluten für die ansässigen Insulaner.
- Als Amtssitz des Hauptmanns war er bis zur Eroberung Ritzebüttels durch Hamburg 1393 Außenposten des Hamburger Staatsoberhaupts und Zollstelle.
- Als höchstes Gebäude der Nordseeküste war der Turm weithin sichtbar und Ziel folgender Peilungen:
  - Turm → Scharhörnbake → Rothe Tonne
  - Turm → Blüse → Nordbake (Verdunkelungsbake) → Schartonne
  - Turm → Kleiner Leuchtturm (Richtfeuer) → Schartonne 
  - Turm → Werkbalger Bake → Buttertonne
- Träger für das große Leuchtfeuer ab 1814. Einziger Leuchtturm nach Löschung des Feuers auf dem Kleinen Leuchtturm 1885.

## Geschichte
Am 14. April 1286 erhielt Hamburg das Recht, auf Neuwerk einen Turm als Seezeichen und als Vorposten gegen See- und Strandräuber zu errichten, und verpflichtete sich, dort ein permanentes Leuchtfeuer zu unterhalten. Der Vertrag wurde 1299 von den lauenburgischen Herzögen Johann und Albrecht noch einmal bekräftigt. Mit dem Bau des Turms wurde im Jahre 1300 begonnen, 1310 wurde er fertiggestellt. Die Architektur entspricht der eines in damaliger Zeit noch häufig gebauten normannischen Turmhauses. Entgegen anderen Darstellungen in der Literatur wurde das Gebäude von Anfang an in seiner heutigen Form errichtet; allerdings brannte der Turm um 1372 aus, so dass er umfänglich erneuert werden musste.
Das ursprüngliche Bleidach wurde 1474 durch Kupfer ersetzt. 1558 wurde es durch ein rotes Ziegeldach ersetzt und in jüngerer Zeit wurde der Turm wiederum in Kupfer gedeckt, das 1916 „zum Heeresdienste eingezogen“ und später erneuert wurde.
Im Juli 1825 diente der Turm als nördlichster Messpunkt für die Gaußsche Landesaufnahme, einer Triangulation des Königreichs Hannover durch Carl Friedrich Gauß.
Offiziell gilt der Leuchtturm Neuwerk als Hamburgs ältestes Gebäude. Nach anderer Definition ist dies die Kirche Sinstorf, die jedoch auf einem Gebiet steht, das erst seit dem Groß-Hamburg-Gesetz von 1937 zu Hamburg gehört.
Der Leuchtturm steht seit 1924 unter Denkmalschutz (die Turmwurt seit 1971) und ist heute der älteste Feuerträger Deutschlands. Er wird seit langer Zeit auch als Pension und Gaststätte genutzt.

### Leuchtfeuer
Bereits 1539 verzeichnet die Carta Marina ein befeuertes Seezeichen auf Neuwerk. Die Befeuerung kann wesentlich früher begonnen haben (siehe oben: Vertrag von 1286), oder auch wesentlich später, da 1648 von der Errichtung einer Kohlenblüse als Nachtsichtzeichen berichtet wird. Aus der Zeit davor liegt von 1644 nur ein einzelner Brief vor, in dem von Steinkohlen.. zum behueff der Bluesen die Rede ist.
Die Blüse benötigte für die ganzjährige Befeuerung ab 1761 1.000 Tonnen Importkohle aus Schottland, die einen höheren Bitumengehalt hatte und damit ein heller leuchtendes Feuer erzeugte als Steinkohle aus Deutschland.
Erst 1814 wurde der Wachturm zu einem Leuchtturm ausgebaut. Das erste Leuchtfeuer bestand aus 21 hohldochtigen Argand-Lampen und Parabolspiegeln. Diese wurden anfangs mit Rüböl und ab 1870 mit Petroleum betrieben. 1892 wurde eine Gürtellinse mit einer Brennweite von 700 mm installiert und eine fünfdochtige Petroleum-Uhrwerklampe verwendet, um noch mehr Helligkeit zu erreichen. Diese Linse wird noch heute benutzt. Das Leuchtfeuer wurde 1908 nochmals gegen ein Petroleum-Glühlichtfeuer ersetzt, bevor es 1942 auf elektrischen Strom umgestellt wurde. Der elektrische Betrieb war notwendig, um im Krieg das Feuer schnell an- und abschalten zu können. Da es keinen Notstrom gab, wurde das Petroleumfeuer als Ersatz beibehalten und 1949 Propangas als Ersatz installiert. 1952 wurde die Lichtstärke mit 5700 Hefnerkerzen, 13200 seeseitig, 1000 für das rote Licht und 550 Hefnerkerzen für das grüne Licht angegeben. Die Tragweite der 1000 Watt Glühlampe betrug ca. 30 km. Bei günstiger Witterung war es bis Helgoland sichtbar (etwa 50 km). Im Herbst 2007 wurde die klassische Glühlampe gegen eine Halogenglühlampe ausgetauscht, am 10. Februar 2014 erfolgte der Umbau auf LED.
Obwohl der Leuchtturm als Bauwerk der Stadt Hamburg gehört, wurde das Feuer vom Wasser- und Schifffahrtsamt Cuxhaven betrieben, das für die Fahrwasser in der Elbemündung verantwortlich ist. Da es für die durchgängige Schifffahrt nicht mehr erforderlich ist, wurde es vom Bund am 1. Januar 2014 an die Hamburg Port Authority (HPA) abgegeben. Am 10. Februar 2014, nach knapp 200 Jahren, wurde das Leuchtfeuer als offizielles Seezeichen abgeschaltet und als sogenanntes „privates Feuer“ von der Hansestadt Hamburg weiter betrieben. Die frühere farbige Kennung „Blk. (3) w. r. gn. 20 s 16–11 sm“ des Nachtseezeichens wurde geändert in ein festes weißes Rundumlicht mit einer Tragweite von nur noch 3 sm.
Die Blüse wurde nach der Inbetriebnahme des Leuchtturms durch einen kleinen Leuchtturm ersetzt, der bis 1909 stand und zusammen mit dem großen Leuchtturm ein Richtfeuer für die sichere Passage von Nordwest über den Vogelsandsteert ermöglichte. Daher trug der Turm auch den Namen „Großer Leuchtturm“.

### Nutzung
Neben den drei Etagen mit Gästezimmern der Pension Leuchtturm Neuwerk beherbergt der Turm eine zur Zeit allerdings geschlossene Gastwirtschaft. Der ehemalige Insellehrer Heinrich Gechter initiierte 1920 die Nutzung des Turms als Schullandheim für Schüler aus Winterhude, bevor man ab 1924 auf den Dachboden der Staatsscheune auswich. Ebenso gab es viele Jahre eine Dachkammer für den Neuwerker Vogelwart des Vereins Jordsand. Der Leuchtturm verfügt in etwa 40 Metern Höhe über eine Aussichtsplattform, die Besucher über 138 Treppenstufen erreichen können. Sie ermöglicht einen Ausblick über die gesamte Insel, sowie zur Nachbarinsel Scharhörn und zum Schiffsverkehr auf Außenelbe und Außenweser. Bei entsprechendem Wetter eröffnet sich von hier ein weiter Blick über die Deutsche Bucht, unter anderem bis nach Cuxhaven und zu den Industrieanlagen von Bremerhaven und Wilhelmshaven.

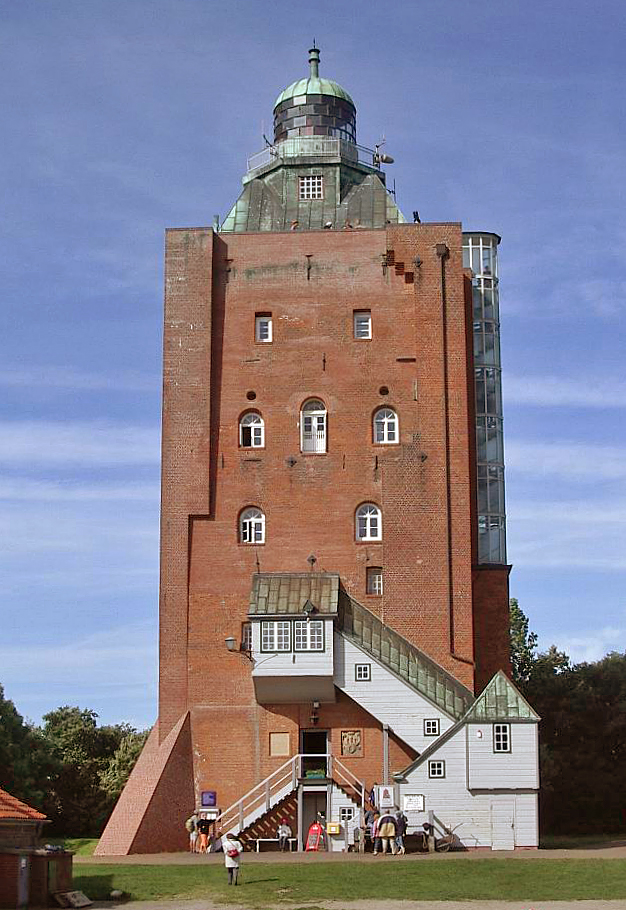
Ansicht von Osten
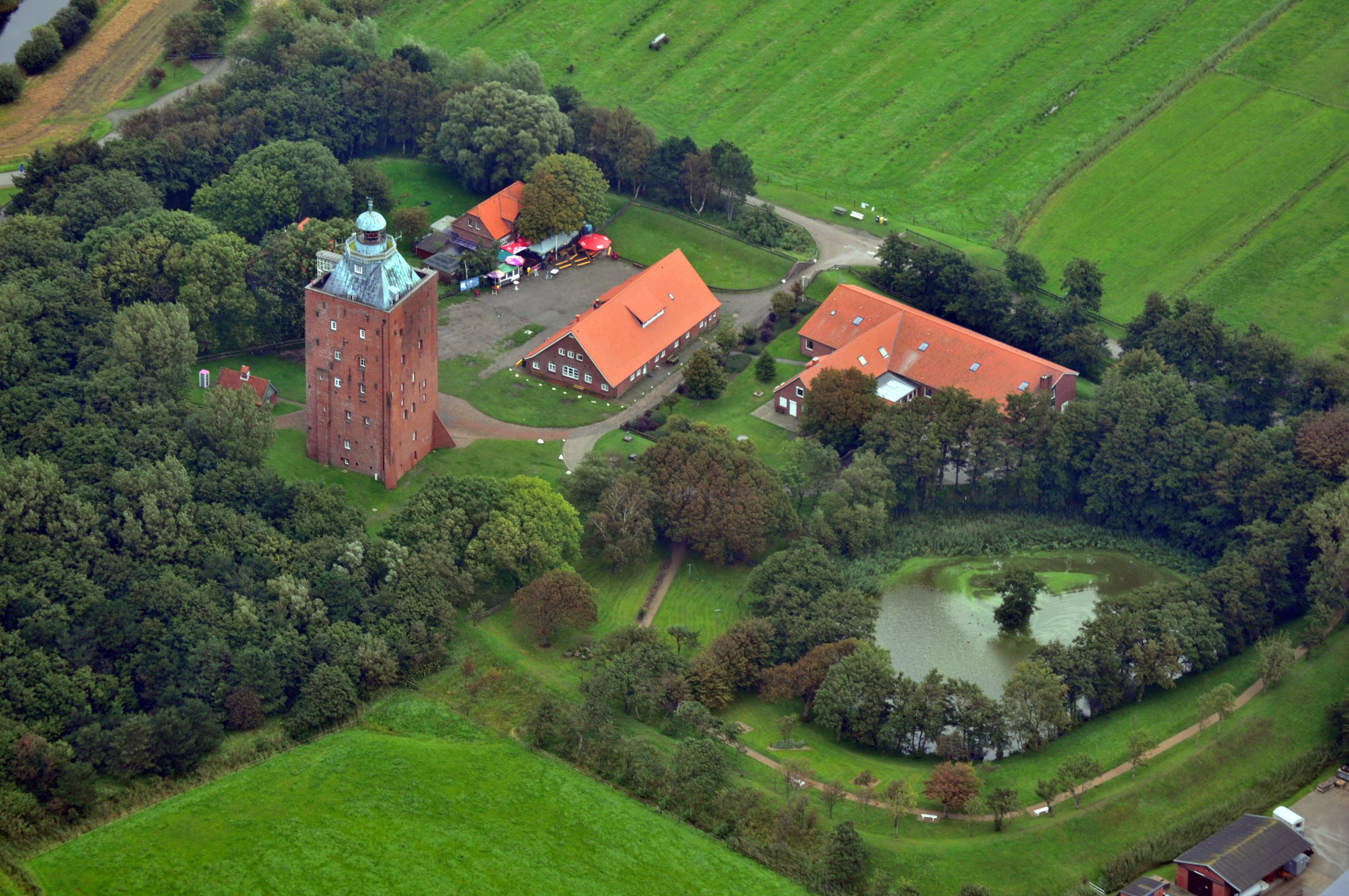
Die Umgebung des Turmes
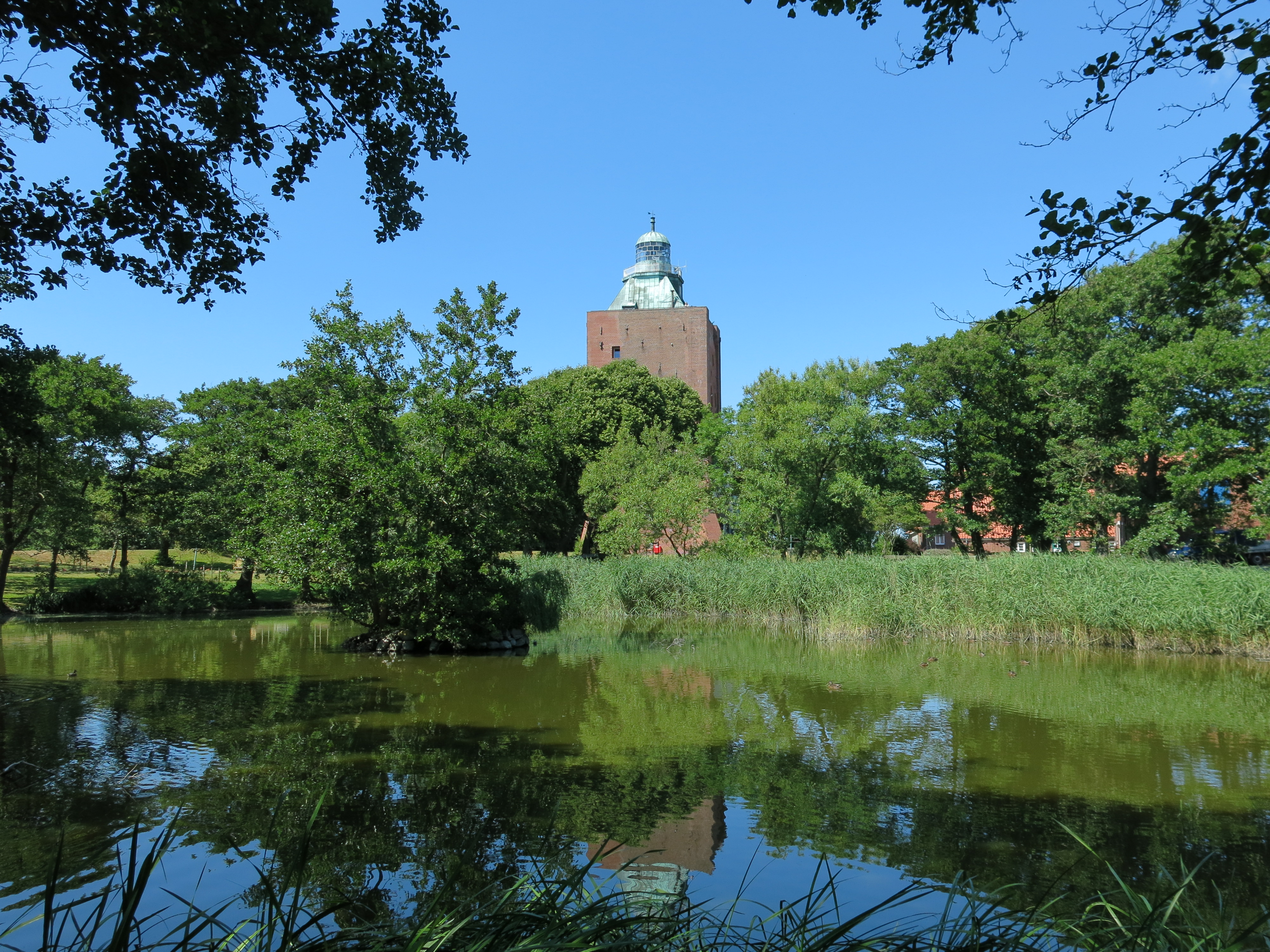
Ansicht aus dem Herrengarten
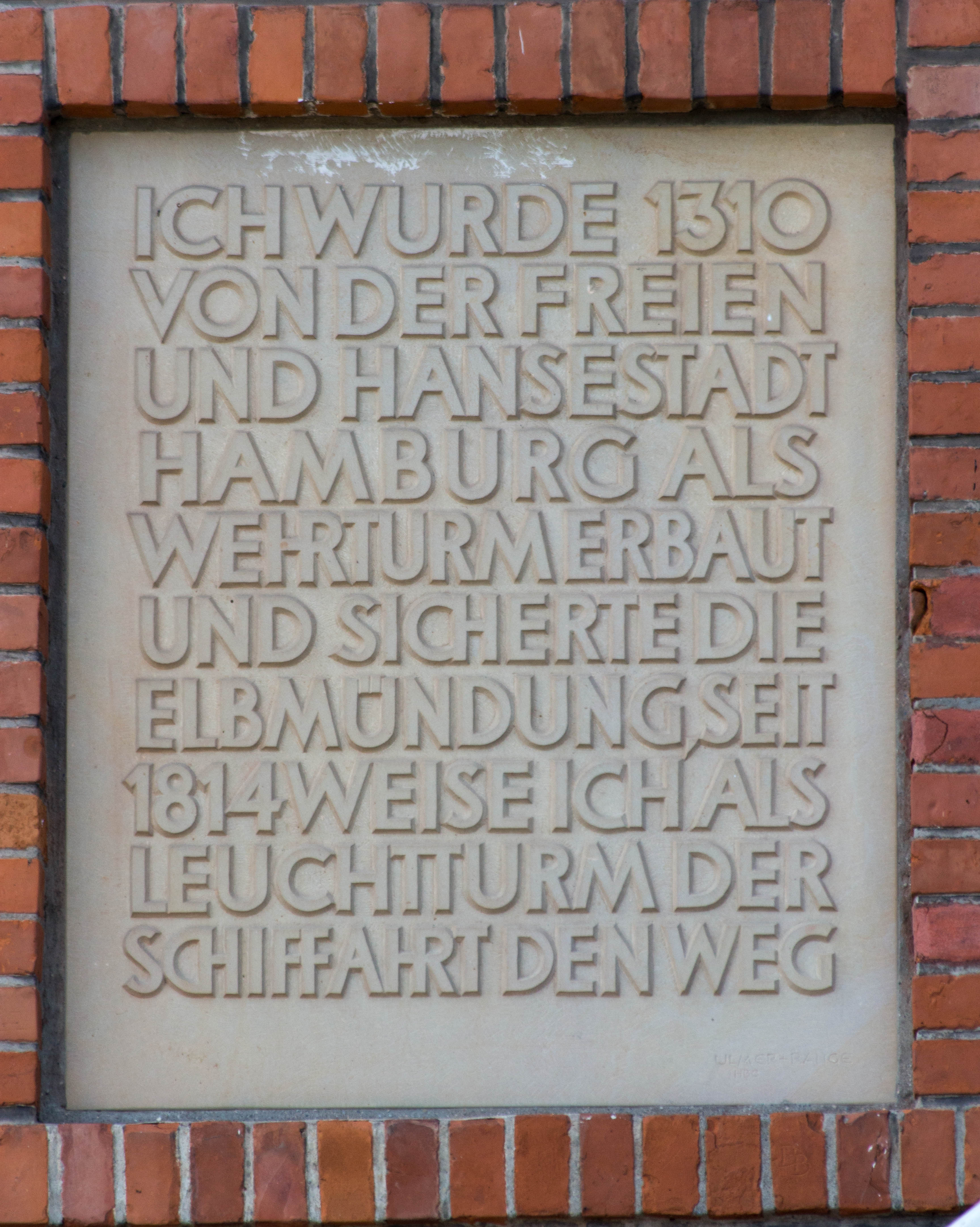
Inschrift links vom Eingang
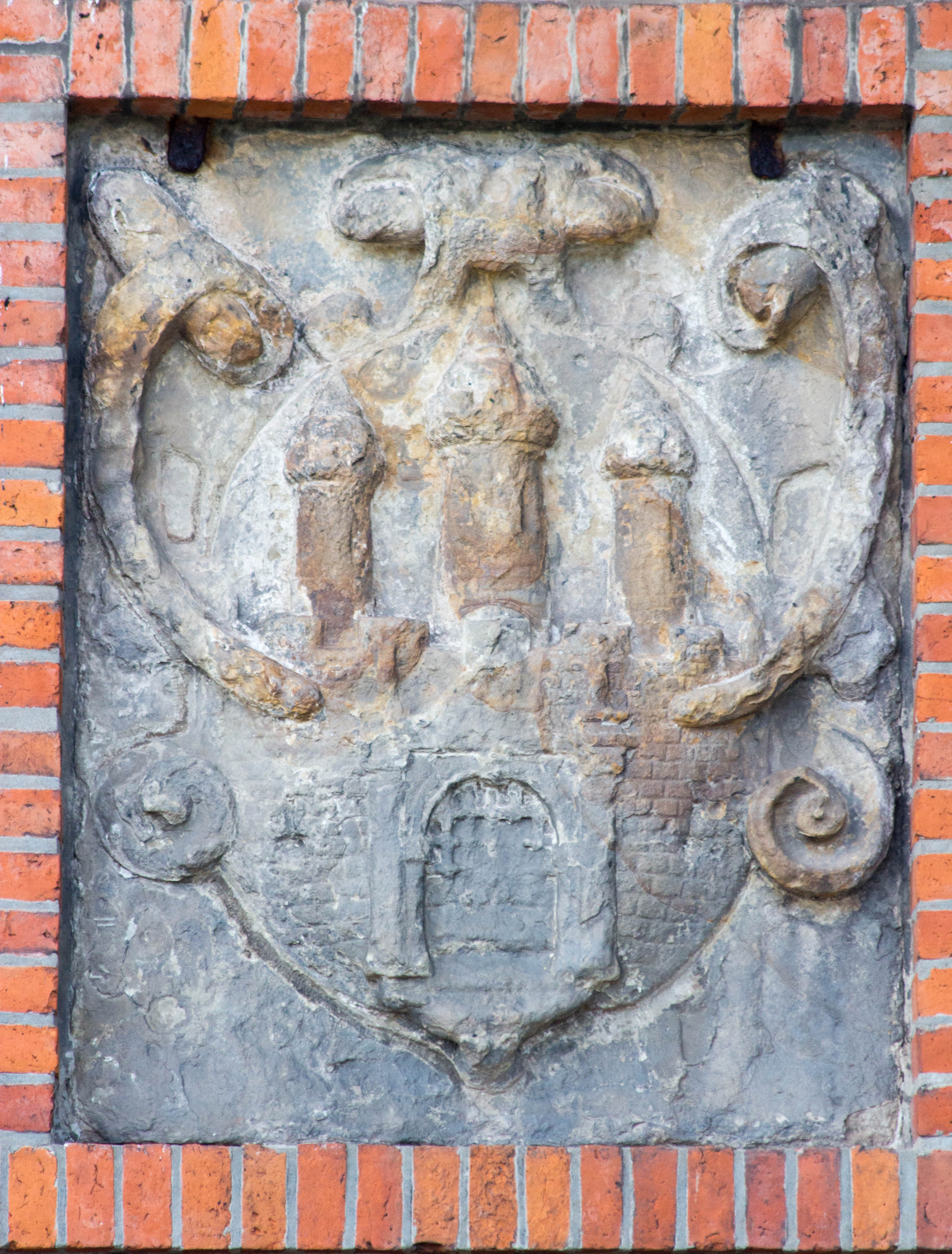
Hamburg Wappen rechts vom Eingang
1539 Leuchtturm auf Neuwerk, Ausschnitt aus der Carta Marina
1568 Neuwerk mit Turm auf der Elbkarte des Melchior Lorich
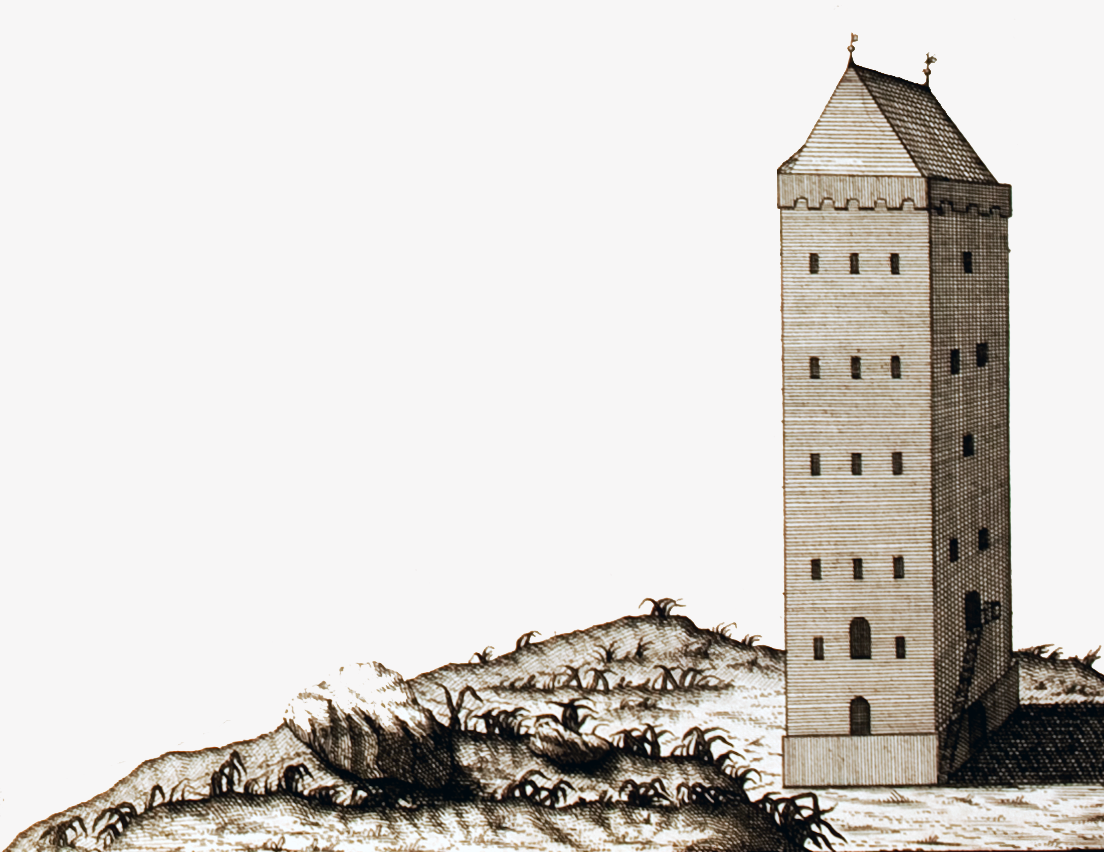
Turm um 1751, zeitweise anscheinend ohne Leuchtfeuer
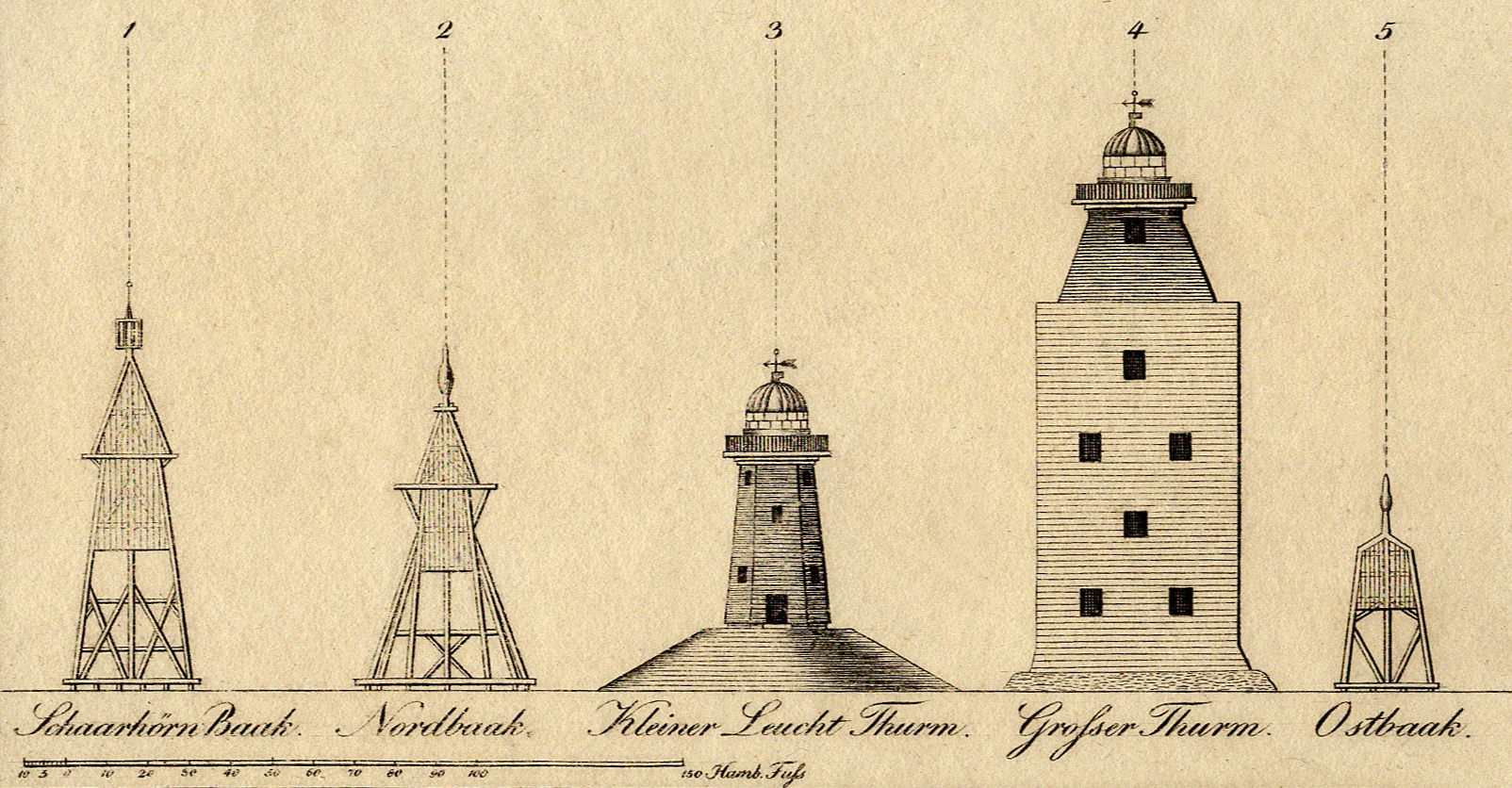
Die Türme und Baken Neuwerks (1825/1831)
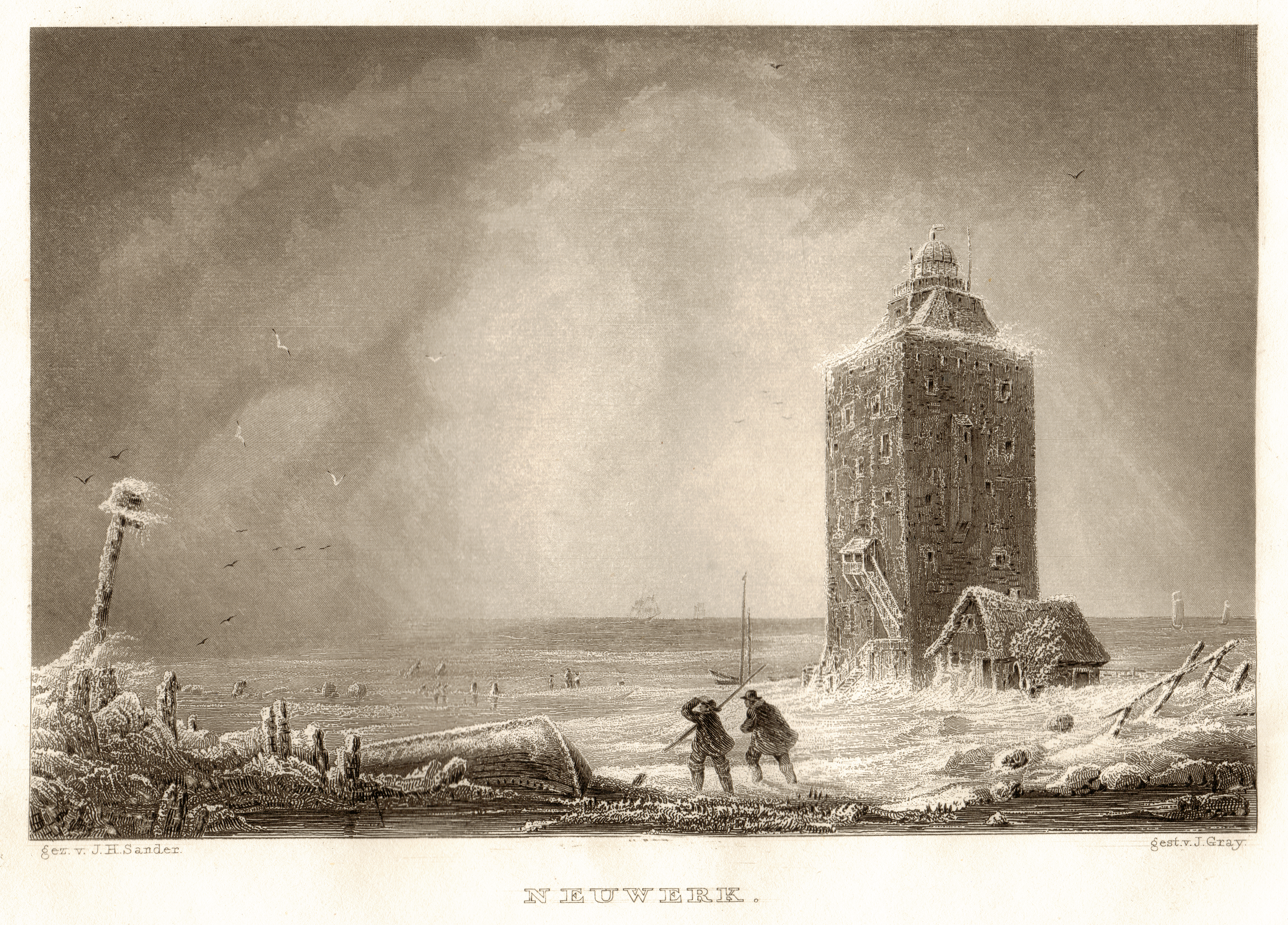
Der Turm um die Zeit, in der die Gaußsche Vermessung stattfand
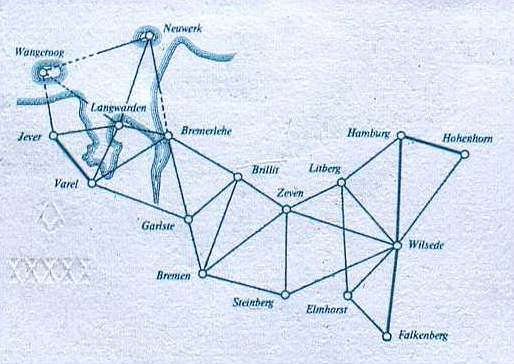
Neuwerk als nördlichster Punkt des Triangulationnetzes von Gauß auf der Rückseite der 10-DM-Scheine der letzten Serie (1989–2001).